# 1ª Divisão 1977 (hockey su pista)
La 1ª Divisão 1977 è stata la 37ª edizione del torneo di primo livello del campionato portoghese di hockey su pista; disputato tra il 1º febbraio e il 10 luglio 1977 si è concluso con la vittoria dello Sporting CP, al suo quarto titolo.

## Stagione

### Formula
La 1ª Divisão 1977 vide ai nastri di partenza venti club divisi in due gironi; ogni girone fu organizzato con un girone all'italiana, con gare di andata e ritorno. Erano assegnati tre punti per l'incontro vinto, due punti a testa per l'incontro pareggiato ed era attribuito uno solo per la sconfitta. Al termine della prima fase le prime quattro squadre di ogni gruppo si qualificarono alla fase finale; la vincitrice venne proclamata campione del Portogallo.

## Prima fase

### Regional do Norte
|  | Pos. | Squadra           | Pt | G  | V  | N | P  | GF  | GS  | DR   |
|  | ---- | ----------------- | -- | -- | -- | - | -- | --- | --- | ---- |
|  | 1.   | Porto             | 49 | 18 | 14 | 3 | 1  | 123 | 39  | +84  |
|  | 2.   | Infante de Sagres | 43 | 18 | 12 | 1 | 5  | 104 | 52  | +52  |
|  | 3.   | Carvalhos         | 42 | 18 | 11 | 2 | 5  | 81  | 57  | +24  |
|  | 4.   | Valongo           | 42 | 18 | 12 | 0 | 6  | 98  | 57  | +41  |
|  | 5.   | Sanjoanense       | 36 | 18 | 9  | 0 | 9  | 72  | 80  | -8   |
|  | 6.   | Oliveirense       | 34 | 18 | 8  | 0 | 10 | 77  | 91  | -14  |
|  | 7.   | Espinho           | 34 | 18 | 7  | 2 | 9  | 65  | 74  | -9   |
|  | 8.   | Riba De Ave       | 33 | 18 | 7  | 1 | 10 | 75  | 92  | -17  |
|  | 9.   | Académica         | 29 | 18 | 4  | 3 | 11 | 75  | 100 | -25  |
|  | 10.  | Aguias Do Porto   | 18 | 18 | 0  | 0 | 18 | 40  | 168 | -128 |

Legenda:
  Qualificata alla fase finale.
      Retrocesse in 2ª Divisão 1978.
Note:
Tre punti a vittoria, due a pareggio, uno a sconfitta.

### Regional do Sul
|  | Pos. | Squadra             | Pt | G  | V  | N | P  | GF  | GS  | DR   |
|  | ---- | ------------------- | -- | -- | -- | - | -- | --- | --- | ---- |
|  | 1.   | Sporting CP         | 51 | 18 | 16 | 1 | 1  | 161 | 61  | +100 |
|  | 2.   | Oeiras              | 47 | 18 | 14 | 1 | 3  | 115 | 65  | +50  |
|  | 3.   | Benfica             | 41 | 18 | 11 | 1 | 6  | 106 | 88  | +18  |
|  | 4.   | CUF Barreiro        | 41 | 18 | 11 | 1 | 6  | 108 | 79  | +29  |
|  | 5.   | Amadora             | 32 | 18 | 6  | 2 | 10 | 78  | 92  | -14  |
|  | 6.   | Juventude Salesiana | 32 | 18 | 6  | 2 | 10 | 77  | 92  | -15  |
|  | 7.   | Paço de Arcos       | 32 | 18 | 6  | 2 | 10 | 85  | 102 | -17  |
|  | 8.   | Campo de Ourique    | 32 | 18 | 6  | 2 | 10 | 84  | 122 | -38  |
|  | 9.   | Pinto & Sotto Mayor | 28 | 18 | 4  | 2 | 12 | 87  | 136 | -49  |
|  | 10.  | Estremoz            | 23 | 18 | 2  | 2 | 14 | 50  | 114 | -64  |

Legenda:
  Qualificata alla fase finale.
      Retrocesse in 2ª Divisão 1978.
Note:
Tre punti a vittoria, due a pareggio, uno a sconfitta.

## Fase finale
|       | Pos. | Squadra           | Pt | G  | V  | N | P  | GF  | GS  | DR  |
| ----- | ---- | ----------------- | -- | -- | -- | - | -- | --- | --- | --- |
|       | 1.   | Sporting CP       | 39 | 14 | 12 | 1 | 1  | 121 | 46  | +75 |
| [ 1 ] | 2.   | Oeiras            | 37 | 14 | 11 | 1 | 2  | 79  | 40  | +39 |
| [ 2 ] | 3.   | Valongo           | 30 | 14 | 7  | 2 | 5  | 56  | 59  | -3  |
|       | 4.   | Porto             | 28 | 14 | 7  | 0 | 7  | 61  | 60  | +1  |
|       | 5.   | CUF Barreiro      | 28 | 14 | 7  | 0 | 7  | 51  | 62  | -11 |
|       | 6.   | Benfica           | 24 | 14 | 5  | 0 | 9  | 57  | 75  | -18 |
|       | 7.   | Infante de Sagres | 22 | 14 | 4  | 0 | 10 | 44  | 69  | -25 |
| [ 2 ] | 8.   | Carvalhos         | 16 | 14 | 1  | 0 | 13 | 42  | 100 | -58 |

Legenda:
  Vincitore della Coppa del Portogallo 1976-1977.
      Campione del Portogallo e ammessa alla Coppa dei Campioni 1977-1978.
      Eventuali altre squadre ammesse alla Coppa dei Campioni 1977-1978.
      Ammessa in Coppa delle Coppe 1977-1978.
Note:
Tre punti a vittoria, due a pareggio, uno a sconfitta.